# Mare de Déu del Soler
La Mare de Déu del Soler és una ermita del poble de Montardit de Baix, al terme municipal de Sort, de la comarca del Pallars Sobirà. Pertanyia a l'antic terme d'Enviny. És una obra inclosa a l'Inventari del Patrimoni Arquitectònic de Catalunya.

## Descripció
Està situada a prop i a la dreta de la Noguera Pallaresa, a ponent de la carretera N-260/C-13, a prop i al nord-oest del Pont de l'Hostal Nou i del lloc on hi hagué l'Hostal Nou.
Edifici d'una nau, les seves proporcions són molt allargades. El presbiteri, però, no sobresurt a l'exterior i a llevant hi ha un absis semicircular amb volta de tambor i mancada, a l'exterior, de tota decoració. La nau es troba dividida per tres arcs faixons que suporten la coberta de fusta i el llosat. Un banc d'obra corre al llarg de la nau. La porta situada a migdia té un arc de mig punt format per dovelles molt ben tallades i de grans dimensions. Una gran espadanya de dos arcs s'aixeca a la façana de ponent, construïda el segle xvii.

## Història
Tot i que d'origen romànic, aquesta església fou profundament reformada durant el segle xviii, quan es construí, entre altres coses, el campanar d'espadanya abarrocat que ocupa tota la façana de ponent.
La Mare de Déu del Soler ha estat la patrona de Sort i té força renom a tota la contrada. El Primer de Maig s'hi celebra un gran aplec. S'hi venera una imatge de la Mare de Déu amb l'Infant que, si bé és moderna, està feta copiant l'antiga, malauradament desapareguda.
Es diu que en aquest indret existí un castell i una comunitat de l'Ordre del Temple.